# Rimuss

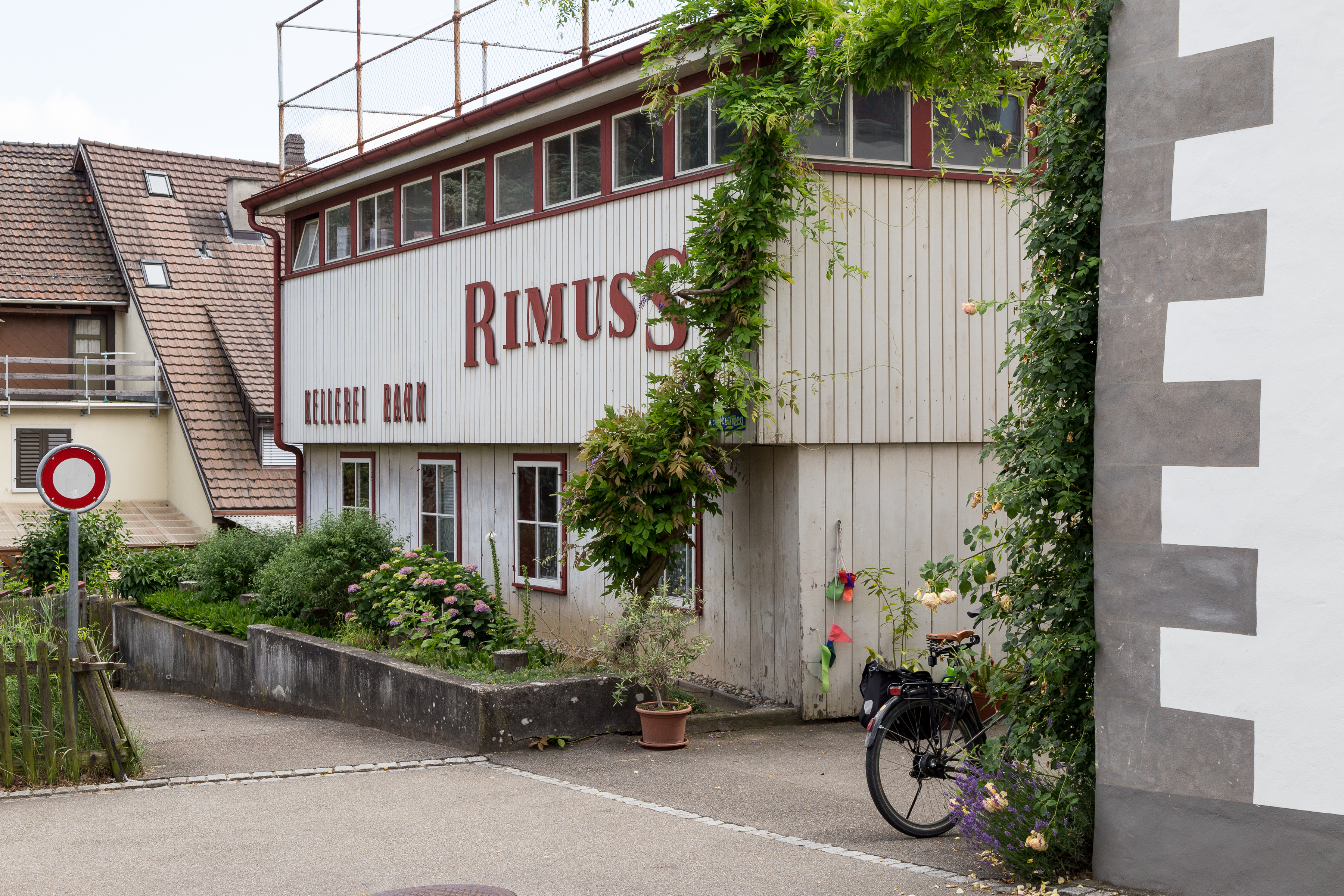
Ehemaliges Gebäude der Rimuss-Kellerei in Hallau

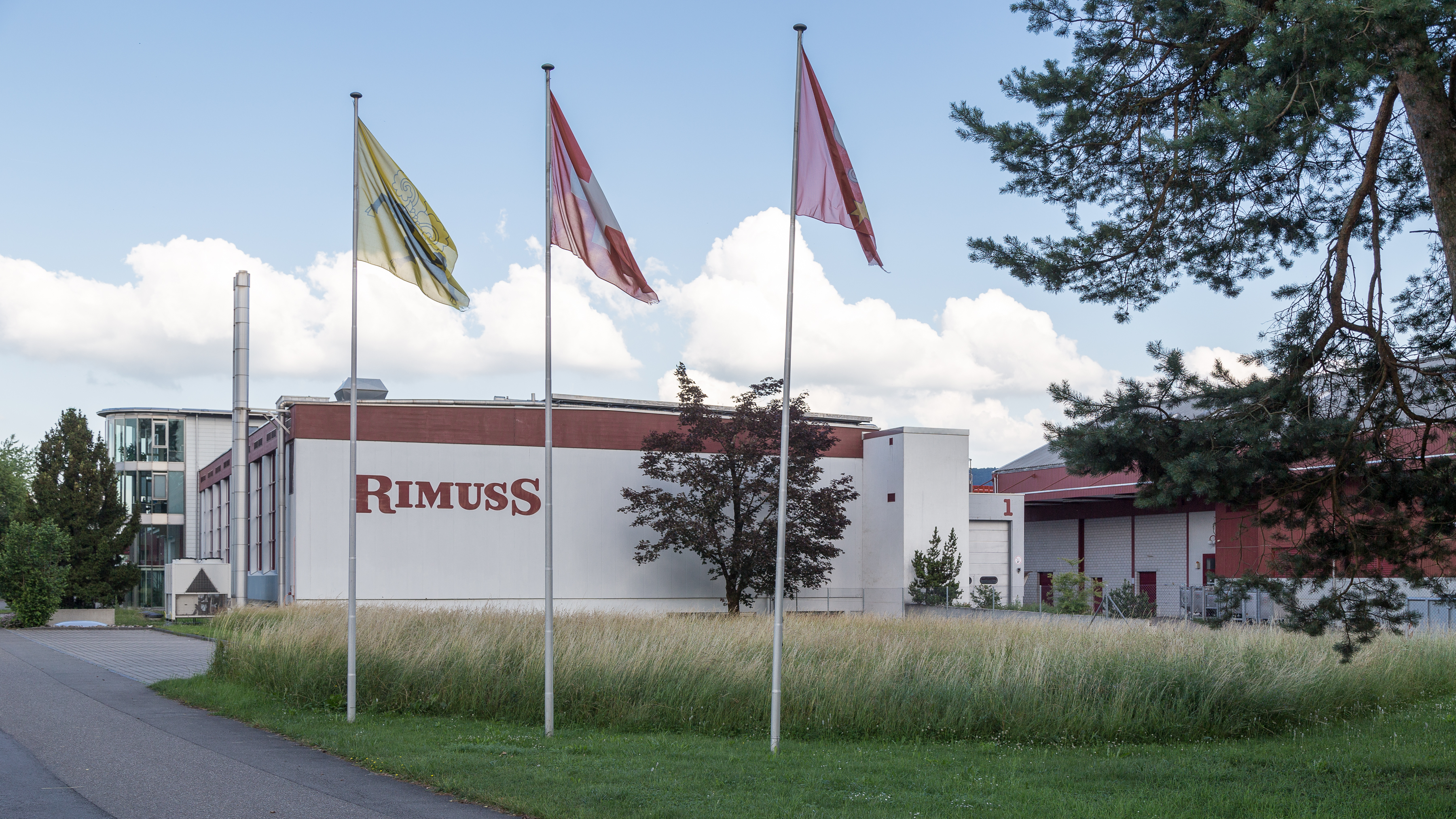
Betriebsgebäude an der Dickistrasse in Hallau

Die Rimuss und Strada Wein AG (vormals Rimuss- und Weinkellerei Rahm) mit Sitz in Hallau ist ein Schweizer Getränkehersteller, der 1954 von Jakob Rahm gegründet wurde. Die Firma entwickelt, produziert und vermarktet Traubensaft- , Wein und Schaumweinspezialitäten. Die Aktien des Familienunternehmens waren in Besitz der gemeinnützigen Rimuss-Stiftung, die von der Familie Rahm kontrolliert und 2017 an die Davaz Holding im bündnerischen Fläsch verkauft wurden.

## Geschichte
1928 begann der Hallauer Landwirt Jakob Rahm im Schaffhauser Klettgau, Rebberge nach neuen Methoden anzulegen und Trauben und Wein zu verkaufen. 1945 stellte er erstmals 3'000 Liter alkoholfreien Traubensaft her und schaffte so neue Absatzwege für die einheimischen Trauben. Jakob Rahm baute zusammen mit seinen Söhnen Robert und Emil Rahm die «Rimuss- und Weinkellerei Rahm» auf. Nach dem Tod des Vaters übernahmen die Brüder 1969 das Unternehmen.
Durch neue Kelleranlagen und bessere Traubenpressen konnte die Firma immer mehr Trauben entgegennehmen. Die Firma ist daher stark floriert und sie wurde immer grösser. Mit den Jahren kamen auch noch Produkte von Zürchern Weinbauern dazu, was die Firma nochmals wachsen liess.
2017 geriet Rimuss in finanzielle Schwierigkeiten, unter anderem wegen übertriebenem Sponsoring eines lokalen Frauenfussballvereins und anderen Marketingaktivitäten. Der Weinbauer Andrea Davaz erwarb das Unternehmen, restrukturierte es und benannte die Weinkellerei in «Strada» um. Der Weinbauer Andrea Davaz, der die Lehrzeit und später noch eine Zeit bei dieser Firma war, erwarb die Hallauer Traditionskellerei und wandelte sie 2019 in Rimuss & Strada Wein AG um, wobei Rimuss für alkoholfreie Produkte und Strada für Wein- und Schaumweinspezialitäten steht. Unter der Leitung von Andrea Davaz hat sich die Firma erholt und durch neue Geschäftsideen weiterentwickelt. Einen großen Durchbruch schaffte die Firma mit dem Strada Schaumwein, welcher 2019 auf den Markt erschien.

## Produkte

### «Rimuss» (Traubensäfte)
1954 brachte Jakob Rahm unter Mithilfe seiner Söhne Emil und Robert den perlenden Edeltraubensaft «Rimuss» auf den Markt. Das Produkt stiess auf grosses Interesse und wird heute in der Schweiz als Gattungsbegriff für ein alkoholfreies Festgetränk verwendet. 2012 ergänzte «Rimuss Secco» die Linie, ein alkoholfreier Schaumwein aus gespritztem Traubensaft und alkoholfreiem Wein. Mit immer neuen Rimuss Innovationen wird das alkoholfreie Sortiment immer breiter und bekannter auf dem Markt. Neben Rimuss produziert das Unternehmen weitere Traubensaftprodukte.

### Weine
1959 wurde der lokale Hallauer Wein erstmals unter der Marke «Graf von Spiegelberg» verkauft. Im Laufe der Zeit entwickelte sich die Firma zum grössten Traubenabnehmer in der Region und weitete seine Tätigkeit in den Kanton Zürich und in die Bündner Herrschaft aus. Mittlerweile arbeitet die Kellerei mit mehr als 200 Traubenlieferanten aus den drei Regionen zusammen und produziert (Stand 2019) mit 35 Mitarbeitenden rund ein Dutzend verschiedene Weinlinien mit über 6 Millionen Flaschen pro Jahr.

### Schaumwein
Mit der Übernahme des Unternehmens von Andrea Davaz 2017 kam auch gleich eine neue Geschäftsidee. Die Produktion von Schweizer Schaumwein aus Pinot Noir Trauben. Mithilfe eines italienischen Önologen hat Andrea Davaz ein Durchbruch in der Schaumweinproduktion geschafft. Der Schaumwein wird aus besten Trauben unter schonender Gärung hergestellt und unter der Marke «Strada Mousseux Suisse» vermarktet.